# Jett Guillén
Jett Antonio Quintero Guillén, más conocido como Jett Guillén (Puerto Vallarta, Jalisco; 1997), es un escritor, corrector de textos e influencer mexicano, reconocido principalmente por sus cuentos y por ser un creador de contenido relacionado con la ortografía.

## Biografía
Nació en Puerto Vallarta en 1997 y desde su infancia mostró afición por la lectura y la escritura, por lo cual en 2016 se mudó a Guadalajara, para estudiar la licenciatura en Letras Hispánicas en el Centro Universitario de Ciencias Sociales y Humanidades de la Universidad de Guadalajara.
Comenzó a escribir cuentos en su adolescencia y obtuvo su primer premio literario en 2014, cuando Vidal Francisco Soberón Sanz, el secretario de Marina de México en ese momento, le otorgó el primer lugar de Jalisco en el concurso literario La Juventud y la Mar.
En 2015, inició a explorar otros géneros y a incluir elementos del realismo mágico, con obras como «La nueva secretaria», que ganó el concurso de microrrelatos Homenaje a Gabriel García Márquez, de la editorial Ojos Verdes Ediciones. Un año después, con su cuento «La chica de los dulces», en la Feria Internacional del Libro de Guadalajara, fue uno de los ganadores del 4.° Premio Endira Cuento Corto.
En 2018, además de cuentos, comenzó a escribir relatos; entre ellos, «Desde mi ventana», que obtuvo el segundo lugar en el concurso Historias Ciudadanas, de la organización civil Líderes Ciudadanos. En el siguiente año, la Universidad de Guadalajara declaró como finalista del X Concurso Literario Luvina Joven su cuento «La que vino a (re)matar» y lo publicó en su revista.
En 2020, escribió el cuento «Manuelito», enfocado en visibilizar a las personas con alguna discapacidad, y el Gobierno de Zapopan le otorgó el primer lugar en el concurso literario La Discapacidad También Cuenta. Un año después, publicó su primer ensayo, en el libro Obelisco en flor. Narradoras mexicanas del siglo XX, de la editorial de la Universidad de Guadalajara.
En 2022, creó Deletreándolo, un proyecto en el que enseña ortografía en las redes sociales a través de videos educativos y cómicos, argumentando que deseaba impartir ese ramo de manera creativa, pues durante su experiencia en la escuela había tenido a profesores que instruían con firmeza, lo cual alejaba a los alumnos de esos temas y lo hizo decidir estudiarlos por su cuenta.
Por su difusión de temas educativos y su trayectoria académica, en 2022 el Gobierno de Puerto Vallarta le otorgó el Premio Municipal de la Juventud, en 2023 obtuvo en España el Premio Estandarte a la mejor labor de difusión del español y en 2024 el Gobierno de Jalisco le concedió el Premio Estatal a la Juventud.

## Medios

### Televisión
| Año  | Programa         | Ref.         |
| ---- | ---------------- | ------------ |
| 2024 | Mundo de mujeres | [ 18 ]       |
| 2023 | Buenos días      | [ 5 ] [ 19 ] |

### Radio y pódcasts
| Año  | Programa         | Ref.          |
| ---- | ---------------- | ------------- |
| 2025 | Hablemos claro   | [ 20 ] [ 21 ] |
| 2024 | La hora nacional | [ 22 ]        |
| 2023 | Paguroideas      | [ 16 ]        |
| 2022 | Yo soy Mega      | [ 6 ]         |

1. 1 2  Dos apariciones durante el mismo año.

## Obra destacada
| Año  | Título                      | Obra en la que se incluye                       | Notas | Ref.         |
| ---- | --------------------------- | ----------------------------------------------- | --- | ------------ |
| 2020 | «Manuelito»                 | —                                               | Primer lugar en el concurso La Discapacidad También Cuenta, del Gobierno de Zapopan                             | [ 13 ]       |
| 2020 | «La que vino a (re)matar»   | Revista Luvina                                  | Finalista del X Concurso Literario Luvina Joven, de la revista Luvina, de la Universidad de Guadalajara         | [ 12 ]       |
| 2018 | «Desde mi ventana»          | Historias del buen ciudadano, vol. 4            | Segundo lugar en el concurso Historias Ciudadanas, de la organización civil Líderes Ciudadanos                  | [ 11 ]       |
| 2016 | «La chica de los dulces»    | Dirty silk y otros cuentos                      | Ganadora del 4.° Premio Endira Cuento Corto                                                                     | [ 9 ]        |
| 2015 | «La nueva secretaria»       | El legado de Gabo: IV concurso de microrrelatos | Ganadora del concurso de microrrelatos Homenaje a Gabriel García Márquez, de la editorial Ojos Verdes Ediciones | [ 23 ]       |
| 2014 | «La ola de Chalchiuhtlicue» | —                                               | Primer lugar de Jalisco en el concurso La Juventud y la Mar, de la Secretaría de Marina de México               | [ 7 ] [ 24 ] |